# Candeán
Candeán es una parroquia de Vigo, en la comunidad autónoma de Galicia, España. Su origen toponímico está relacionado con las palabras "candea" o "cando" significando así que era un lugar de recogida de remaje para prender fuego.

## Datos básicos
- Actualmente el número de habitantes censados en esta parroquia es de 4.602 habitantes.

## Historia
Perteneció al antiguo ayuntamiento de Lavadores y se encuentra situada entre los montes de La Madroa y El Vixiador. Recoge unas amplias vistas de la Ría de Vigo. 
En esta parroquia se encuentran asentamientos prehistóricos tales como petroglifos y dólmenes. En ella también se encuentran restos de una construcción medieval denominada por los vecinos locales como a [Da Torre].
Su origen se remonta a los comienzos del siglo XIX, cuando se construye la actual iglesia de San Cristóbal. En el interior del cementerio se encuentra uno de los cruceros de esta parroquia, fechado en 1887.
En las faldas del monte de la Madroa se encuentra un dolmen, también conocido como Casa dos Mouros y el zoológico de Vigo, conocido como Vigozoo.
Las instalaciones deportivas del conocido equipo de fútbol del municipio, Real Club Celta de Vigo se encuentra en esta parroquia. Además cuenta con una importante asociación cultural llamada Unión Vecinal Cultural y Deportiva de Candeán.

## Fiestas
El segundo domingo de septiembre se celebra la conocida [Festa dos Pexegos]. Una fiesta de carácter religiosa en el que el producto principal será el melocotón.

## Patrón
El patrón de este pueblo es San Cristóbal.